# Gymnosphaerida
Die Gymnosphaerida sind eine Gruppe heterotropher Protisten, die systematisch lange als Sonnentierchen angesehen wurden. 

## Merkmale
Die Gymnosphaerida sind einzellige Lebewesen. Ihre innere Struktur, die Axonemen, bestehen aus unregelmäßig hexagonal angeordneten Mikrotubuli. Sie gehen von einer zentralen amorphen Stelle aus. Sie besitzen einen oder mehrere Zellkerne. Sie haben eine nackte Zelloberfläche oder sind mit Silikat-Stacheln besetzt. Die Zellen können in Stiel und Kopf differenziert sein. Sie besitzen Extrusomen, unter anderen Kinetozysten. Ihre Mitochondrien besitzen tubuläre Cristae. 
Sie können mit dem cytoplasmatischen Stiel am Substrat befestigt sein. Sie können auch als amöboide oder zweigeißelige Zellen frei schwimmen. Ihr komplexer Lebenszyklus ist nicht näher bekannt.

## Systematik
Die Gymnosphaerida wurden lange zu den Sonnentierchen (Heliozoa) gestellt, die jedoch keine natürlich Verwandtschaftsgruppe sind.
Sie bestehen aus drei jeweils monotypischen Gattungen:
- Gymnosphaera
- Hedraiophrys
- Actinocoryne

Adl et al. stellen noch die Gattungen Actinolophus und Wagnerella als incertae sedis zu den Gymnosphaerida. 

## Belege
- Sina M. Adl et al.: The New Higher Level Classification of Eukaryotes with Emphasis on the Taxonomy of Protists. The Journal of Eukaryotic Microbiology, Band 52, 2005, S. 399–451. doi:10.1111/j.1550-7408.2005.00053.x.
- David J. Patterson: The Diversity of Eukaryotes. The American Naturalist, Band 65, Supplement, 1999, S. 96–124.